# Эрик II (герцог Шлезвига)
Эрик II Вальдемарссон (около 1290 — 12 марта 1325 или 1325) — герцог Шлезвига с 1312 года. Единственный сын Вальдемара IV, герцога Шлезвига.

## Жизнь
Эрик родился около 1290 года и был единственным законным сыном герцога Вальдемара IV Шлезвигского в его первой супруги Елизаветы Саксен-Лауэнбургской, дочери Иоганна I, герцога Саксонского. Уже при жизни Вальдемара IV он исполнял обязанности отца и использовал титул герцога.
После смерти Вальдемара IV весной 1312 года он стал полноправным герцогом Шлезвига. Вскоре после этого он участвовал в походе своего сюзерена, короля Дании Эрика VI, в Росток. Во время этого похода 30 июня в лагере под Варнемюнде он официально получил титул герцога.
Как герцог, он потребовал себе фьеф Лангеланн, оставшийся от его покойного дяди Эрика, правителя Лангеланна. Эти и другие споры с королём Эриком были урегулированы в Хорсенсе 9 августа 1313 года, когда Эрик отказался от своих притязаний на Лангеланн, но взамен получил королевские земли в герцогстве Шлезвиг.
Когда в 1319 году король Дании Эрик VI умер, герцог Эрик недолго являлся кандидатом на вакантный трон Дании. В конечном итоге брат Эрика VI, Кристофер, был избран новым королём. Однако для вступления на престол Кристоферу пришлось отдать Лангеланн во владение Эрику II.
Герцог Эрик умер 12 марта 1325 года и был похоронен в Шлезвигском соборе.

## Дети
В 1313 году Эрик II женился на Адельгейде Гольштейн-Рендсбургской, дочери Генриха I, графа Гольштейн-Рендсбурга.
- Вальдемар III (1314—1364), король Дании в 1326—1329 годах, герцог Шлезвига (под именем Вальдемар V) в 1325—1326 и 1330—1364 годах.
- Хельвиг Шлезвигская (1320—1374), королева Дании, супруга короля Вальдемара IV Аттердага.